# Valdeprado del Río
Valdeprado del Río è un comune spagnolo di 310 abitanti situato nella comunità autonoma della Cantabria, comarca di Campoo-Los Valles.